# Ixora balansae
Ixora balansae är en måreväxtart som beskrevs av Charles-Joseph Marie Pitard. Ixora balansae ingår i släktet Ixora och familjen måreväxter. Inga underarter finns listade i Catalogue of Life.